# Cincinnati (Iowa)
Pour la ville de l’Ohio, voir Cincinnati.
Cincinnati est une ville de l’État de l’Iowa, située dans le comté d'Appanoose, à 10 km environ au sud de Centerville. La population était de 428 habitants lors du recensement de 2000.

## Source
1. ↑  (en) factfinder.census.gov